# المنزا
المنزا (به اسپانیایی: Almanza) یک شهرستان در اسپانیا است که در استان لئن واقع شده‌است.